# هانی الطیار
هانی الطیار (عربی: هاني الطيار؛ زادهٔ ۱ مهٔ ۱۹۹۰) یک بازیکن فوتبال اهل سوریه است.
از باشگاه‌هایی که در آن بازی کرده‌است می‌توان به باشگاه فوتبال الکرامه سوریه، باشگاه فوتبال النجمه بحرین، باشگاه الفیصلی (امان)، تیم ملی فوتبال زیر ۲۳ سال سوریه، و تیم ملی فوتبال سوریه اشاره کرد.
وی همچنین در تیم‌های ملی فوتبال زیر ۱۷ سال سوریه زیر ۲۰ سال سوریه زیر ۲۳ سال سوریه سوریه بازی کرده است.